# Olympische Winterspiele 1972/Teilnehmer (Polen)
| Gelbes Symbol für Goldmedaillen mit stilisierten Olympischen Ringen | Graues Symbol für Silbermedaillen mit stilisierten Olympischen Ringen | Braundes Symbol für Bronzemedaillen mit stilisierten Olympischen Ringen |
| ------------------------------------------------------------------- | --------------------------------------------------------------------- | ----------------------------------------------------------------------- |
| 1                                                                   | —                                                                     | —                                                                       |

Polen nahm an den Olympischen Winterspielen 1972 im japanischen Sapporo mit einer Delegation von 47 Athleten, 39 Männer und acht Frauen, teil.
Seit 1924 war es die elfte Teilnahme Polens an Olympischen Winterspielen.

## Flaggenträger
Der alpine Skirennläufer Andrzej Bachleda-Curuś trug die Flagge Polens während der Eröffnungsfeier im Makomanai-Stadion.

## Medaillen
Mit einer gewonnenen Goldmedaille belegte das polnische Team Platz 13 im Medaillenspiegel.

### Gold
Skispringen, Großschanze: Wojciech Fortuna

## Teilnehmer nach Sportarten

### Ski Alpin
Herren
- Andrzej Bachleda-Curuś
Riesenslalom: 9. Platz – 3:12,42 min
Slalom: 10. Platz – 1:52,26 min

### Biathlon
Herren
- Andrzej Fiedor
Einzel (20 km): 48. Platz – 1:30:17,25 h; 11 Fehler
- Aleksander Klima
Einzel (20 km): 9. Platz – 1:19:00,86 h; 11 Fehler
Staffel (4 × 7,5 km): 7. Platz – 1:58:09,92 h; 4 Fehler
- Andrzej Rapacz
Einzel (20 km): 33. Platz – 1:26:21,02 h; 9 Fehler
Staffel (4 × 7,5 km): 7. Platz – 1:58:09,92 h; 4 Fehler
- Józef Różak
Staffel (4 × 7,5 km): 7. Platz – 1:58:09,92 h; 4 Fehler
- Józef Stopka
Einzel (20 km): 35. Platz – 1:27:18,66 h; 8 Fehler
Staffel (4 × 7,5 km): 7. Platz – 1:58:09,92 h; 4 Fehler

### Eishockey
Herren 6. Platz
| - Józef Batkiewicz - Krzysztof Birula-Białynicki - Stefan Chowaniec - Ludwik Czachowski - Marian Feter - Stanisław Fryźlewicz - Feliks Góralczyk - Robert Góralczyk - Tadeusz Kacik - Adam Kopczyński | - Walery Kosyl - Tadeusz Obłój - Jerzy Potz - Andrzej Szczepaniec - Józef Słowakiewicz - Andrzej Tkacz - Leszek Tokarz - Wiesław Tokarz - Walenty Ziętara |

### Eiskunstlauf
Paare
- Grażyna Kostrzewińska/Adam Brodecki
Paarlauf: 11. Platz

### Rodeln
Frauen
- Halina Kanasz
6. Platz – 3:02,33 min
- Wiesława Martyka
6. Platz – 3:02,33 min
- Barbara Piecha
9. Platz – 3:03,07 min

Männer, Einsitzer
- Ryszard Gawior
19. Platz – 3:34,94 min
- Janusz Grzemowski
12. Platz – 3:31,44 min
- Lucjan Kudzia
13. Platz – 3:32,83 min
- Mirosław Więckowski
27. Platz – 3:37,61 min

Männer, Doppelsitzer
- Ryszard Gawior/Lucjan Kudzia
9. Platz – 1:30,68 min
- Wojciech Kubik/Mirosław Więckowski
5. Platz – 1:29,66 min

### Ski Nordisch

#### Langlauf
Frauen
- Weronika Budny
5 km: 13. Platz – 17:38,74 min
10 km: 11. Platz – 35:57,59 min
3 × 5 km Staffel: 7. Platz – 51:49,13 min
- Józefa Chromik
5 km: 21. Platz – 17:55,41 min
10 km: 21. Platz – 36:45,39 min
3 × 5 km Staffel: 7. Platz – 51:49,13 min
- Anna Gębala-Duraj
5 km: 29. Platz – 18:13,43 min
10 km: 15. Platz – 36:32,65 min
3 × 5 km Staffel: 7. Platz – 51:49,13 min
- Władysława Majerczyk
5 km: 23. Platz – 17:56,55 min
10 km: 34. Platz – 38:19,66 min

Männer
- Jan Staszel
15 km: 33. Platz – 48:46,72 min
30 km: 29. Platz – 1:43:35,68 h

#### Skispringen
- Wojciech Fortuna
Normalschanze: 6. Platz – 222,0 Punkte
Großschanze:  – 219,9 Punkte
- Stanisław Gąsienica Daniel
Normalschanze: 39. Platz – 194,0 Punkte
Großschanze: 31. Platz – 171,1 Punkte
- Adam Krzysztofiak
Normalschanze: 24. Platz – 207,3 Punkte
Großschanze: 29. Platz – 173,1 Punkte
- Tadeusz Pawlusiak
Normalschanze: 32. Platz – 197,9 Punkte
Großschanze: 18. Platz – 183,3 Punkte

#### Nordische Kombination
- Kazimierz Długopolski
Einzel (Normalschanze/15 km): 12. Platz
- Józef Gąsienica
Einzel (Normalschanze/15 km): 31. Platz
- Stefan Hula
Einzel (Normalschanze/15 km): 17. Platz